# ايمانويل دينينج
ايمانويل دينينج (بالإسبانية: Emanuel Dening)‏ (4 يوليو 1988 بغويا، خيريز دي لا فرونتيرا في الأرجنتين - ) هو لاعب كرة قدم أرجنتيني في مركز الهجوم. لعب مع نيولز أولد بويز وBoca Unidos ‏ وسنترال قرطبة دي روساريو ‏ وGuillermo Brown de Puerto Madryn ‏ وسان مارتين دي سان خوان.

## روابط خارجية
- ايمانويل دينينج على موقع اتحاد تركيا (لاعب) (الإنجليزية)
- ايمانويل دينينج على موقع إي إس بي إن إف سي (الإنجليزية)
- ايمانويل دينينج على موقع قاعدة بيانات كرة القدم.إي يو (الإنجليزية)
- ايمانويل دينينج على موقع Soccerway.com (الإنجليزية)
- ايمانويل دينينج على موقع عالم كرة القدم.نت (الإنجليزية)